# Force India VJM07
La Force India VJM07 è un'automobile monoposto sportiva di Formula 1 costruita dalla Force India per partecipare al Campionato mondiale di Formula 1 2014.
È stata presentata il 23 gennaio 2014 tramite i social network della scuderia.

## Tecnica
Il design della vettura è stato rivisto rispetto al precedente modello per adeguarsi alle nuove normative della FIA. Nelle sezioni laterali sono state poste delle appendici aerodinamiche ai lati delle aperture per l'aria, mentre nel sottoscocca è stato collocato uno scivolo aerodinamico per convogliare i flussi dell'aria verso la zona posteriore.

## Livrea e sponsor
La vettura presenta una livrea leggermente diversa da quella dell'anno precedente: oltre ai colori arancio, bianco e verde che richiamano la bandiera della nazione di provenienza della scuderia (India), presenta alcune parti color nero. A partire dal Gran Premio di Spagna, a seguito di un accordo di sponsorizzazione con l'azienda russa produttrice di vodka Smirnoff, il nero assunse maggiore importanza nella livrea, occupando interamente le fiancate della vettura.

## Piloti
| Piloti ufficiali    | Piloti ufficiali  | Piloti ufficiali  |
| Nazione             | Nome              | Numero            |
| ------------------- | ----------------- | ----------------- |
| Germania (bandiera) | Nico Hülkenberg   | 27                |
| Messico (bandiera)  | Sergio Pérez      | 11                |
| Collaudatori        |                   |                   |
| Nazione             | Nome              | Nome              |
| Spagna (bandiera)   | Daniel Juncadella | Daniel Juncadella |

## Stagione
Nella prima parte di stagione la monoposto si rivelò molto competitiva, tanto che la Force India visse il miglior avvio di campionato nella sua storia, arrivando ad occupare il terzo posto nel mondiale costruttori. Nella prima metà di stagione Hülkenberg giunse sempre a punti, cogliendo diversi quinti posti, mentre Pérez fu più discontinuo, conquistando però un podio nel Gran Premio del Bahrein e facendo segnare il giro più veloce nel Gran Premio d'Austria.
Dopo gli exploit dei primi Gran Premi le prestazioni della monoposto furono meno brillanti nella seconda metà di stagione. Hülkenberg e Pérez continuarono a fare segnare punti con regolarità, ma non si classificarono più tra i primi cinque. La Force India fu sopravanzata da Williams, Ferrari e McLaren nella classifica costruttori, facendo segnare in totale 155 punti, record per la scuderia indiana, ma chiudendo al sesto posto come l'anno precedente.

## Risultati F1
| Anno | Team        | Motore                     | Gomme | Piloti     |    |    |   |   |    |     |    |   |    |    |     |    |    |   |    |    |     |    |   | Punti | Pos. |
| ---- | ----------- | -------------------------- | ----- | ---------- | -- | -- | - | - | -- | --- | -- | - | -- | -- | --- | -- | -- | - | -- | -- | --- | -- | - | ----- | ---- |
| 2014 | Force India | Mercedes PU-106A Hybrid V6 | P     | Pérez      | 10 | NP | 3 | 9 | 9  | Rit | 11 | 6 | 11 | 10 | Rit | 8  | 7  | 7 | 10 | 10 | Rit | 15 | 7 | 155   | 6º   |
| 2014 | Force India | Mercedes PU-106A Hybrid V6 | P     | Hülkenberg | 6  | 5  | 5 | 6 | 10 | 5   | 5  | 9 | 8  | 7  | Rit | 10 | 12 | 9 | 8  | 12 | Rit | 8  | 6 | 155   | 6º   |
| 2014 | Force India | Mercedes PU-106A Hybrid V6 | P     | Juncadella |    |    |   |   |    |     |    |   | SP |    |     |    | SP |   |    |    |     | SP |   | 155   | 6º   |

| Legenda | 1º posto     | 2º posto | 3º posto    | A punti         | Senza punti/Non class.  | Grassetto – Pole position Corsivo – Giro più veloce |
| Legenda | Squalificato | Ritirato | Non partito | Non qualificato | Solo prove/Terzo pilota | Grassetto – Pole position Corsivo – Giro più veloce |